# Mamés Esperabé
Mamés Esperabé Lozano (Ejea de los Caballeros, Zaragoza, 17 de agosto de 1830 - Salamanca, 3 de noviembre de 1906) fue un catedrático y rector de la Universidad de Salamanca.

## Biografía
Se licenció en Filosofía y Letras en la Universidad de Zaragoza. Empezó su andadura en la enseñanza como profesor de latín en el Instituto de Zaragoza. En 1856 se doctoró en Madrid y, al año siguiente, fue nombrado Catedrático de Geografía e Historia en el Instituto de Palencia. Fue padre de Enrique Esperabé de Arteaga, también catedrático de universidad.

## Trayectoria
El 17 de junio de 1863 ganó por oposición la Cátedra de Literatura Clásica, Griega y Latina de la Universidad de Salamanca .
En 1869 fue nombrado Rector, ejerciendo el cargo durante 31 años. Se empeñó en restaurar y conservar el patrimonio de la institución, en los edificios y en su documentación. Con ayuda del Ayuntamiento y de la Diputación de Salamanca, mantuvo los estudios de Ciencias y Medicina, suprimidos oficialmente por la ley Moyano (ver artículo Universidad de Salamanca). Logró que aumentasen las becas y las pensiones para los estudiantes. Al concluir su rectorado la Universidad de Salamanca había logrado recuperar una parte de su prestigio.
En 1872 fue elegido Senador por la provincia de Palencia, pero se alejó de la política al poco, disgustado por la restauración borbónica.
Con 70 años cesó en su cargo, por jubilación forzosa, y le sucedió Miguel de Unamuno.
Le fue concedida la gran cruz de la Orden de Isabel la Católica. Hay calles con su nombre en Zaragoza y Salamanca (Paseo del Rector Esperabé), y una plaza y un colegio público en su localidad natal, desde 1978.